# Pempsamacra tillides
Pempsamacra tillides là một loài bọ cánh cứng trong họ Cerambycidae.